# Stefan Bałuk

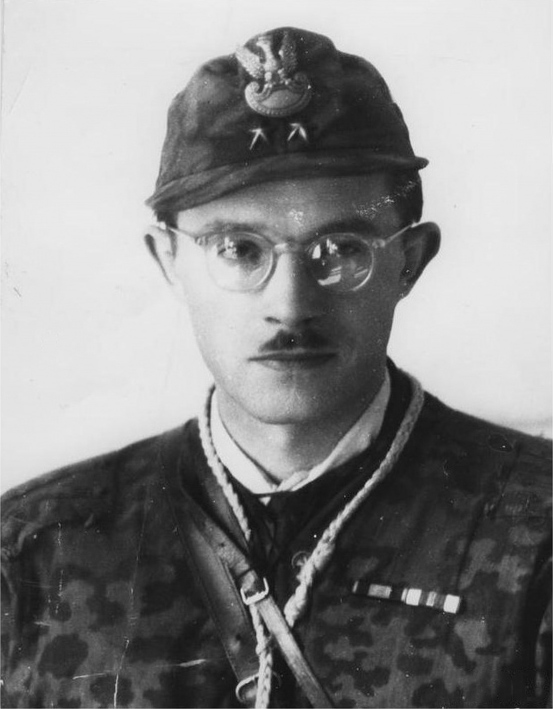
Poručík "Kubuś" z Varšavského povstání

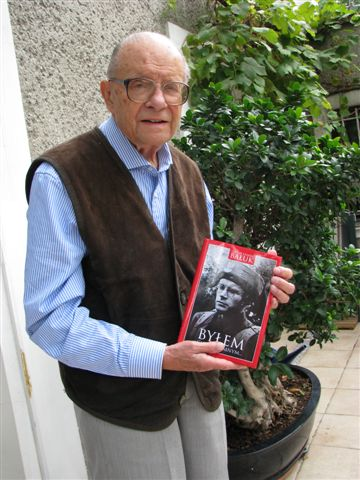
Stefan Bałuk ve varšavské Żoliborzi, 27. srpna 2008

Stefan Klemens Bałuk pseudonym Starba, Kubuś, Michał Bałucki, Michał Zawistowski (15. ledna 1914 ve Varšavě – 30. ledna 2014 tamtéž) byl polský fotograf, válečný fotoreportér, jeden z 91 účastníků (tzv. ozbrojené síly cichociemni) Varšavského povstání, brigádní generál polské armády ve výslužbě.

## Životopis
Narodil se jako syn Władysława Bałuka a Marie Uszyńské. V roce 1933 složil středoškolské maturitní zkoušku v Rakowice u Krakova, po které vstoupil do jízdní kadetní školy Podchorążych Rezerwy Kawalerii v Grudziądzu, ale byl předčasně propuštěn ze zdravotních důvodů po ukončení tříměsíční kurzu. Vystudoval Školu politických věd ve Varšavě. Po vypuknutí druhé světové války byl ve třetím ročníku právnické fakulty na Varšavské univerzitě.
Po německém útoku na Polsko se 6. září 1939 dobrovolně přihlásil do štábu 9. obrněného praporu v Lublinu přeměněného na Středisko obrněných zbraní č. 2. S touto jednotkou se stáhl na východ. Tehdy pořídil své první válečné fotografie ve Lvově, na nichž byly vidět budovy bombardované Luftwaffe. Zatčen sovětskými jednotkami při pokusu o evakuaci do Maďarska, poté propuštěn; znovu zatčen ve Vorochtě, podařilo se mu uprchnout a poté se dostat přes Maďarsko, Rumunsko a Bejrút do Francie (20. prosince 1939). Byl začleněn do zde zformované polské armády – 10. obrněné jízdní brigády plk. Maczka, tehdy 10. pluk jízdních střelců. Po porážce Francie byl evakuován do Velké Británie, zpočátku sloužil ve výcviku 10. obrněné jezdecké brigády ve Skotsku.

## Cichociemny
V únoru 1942 se dobrovolně přihlásil do služby v zemi. Účastnil se školení ozbrojených sil Cichociemny, vycvičený se specializací na zpravodajství (legalizace dokumentů např. od 16. května do 18. listopadu 1942, účastník Důstojnického výcvikového kurzu pro vojenskou správu v Glasgow, což je kamufláž polské zpravodajské školy. Dne 29. prosince 1942 byl povýšen do hodnosti podporučíka, se služebností od 1. prosince 1942. Během okupace Polska v noci z 9. na 10. dubna 1944 byl zastižen v operační sezóně „Riposta“, v letecké operaci „Weller 2“, v sestavě skokanů č. XXXIX, z Liberatoru BZ-965 „S“ (1586 peruť PAF). Odstartoval z letiště Campo Casale v Brindisi (Itálie), seskočil v zařízení "Imbryk" poblíž Dąbrówky, 15 km od vlakového nádraží Tłuszcz. Společně s ním vyskočili: kpt. Benon Łastowski pseudonym Łobuz, major Tadeusz Runge pseudonym Osa a Henryk Waniek pseudonym Plovák.
Po aklimatizaci na realitu okupace byl zařazen do oddělení legalizace a techniky 2. oddělení velitelství Zemské armády, kterému velel Stanisław Jankowski "Agaton" a zabývající se výrobou falešných dokumentů a zpravodajských informací. Specialitou Stefana Bałuka byla mikrofotografie. Pořídil také mnoho fotografií okupované Varšavy, vč. památníku letců na náměstí Unii Lubelskiej s "kotvou" namalovanou na podstavci - znakem bojujícího Polska. Před vypuknutím Varšavského povstání pořídil fotografickou dokumentaci německého opevnění ve Varšavě.
Bojoval ve Varšavském povstání v četě „Agaton“ praporu „Pięść“ skupiny „Radosław“ ve Wole, na Starém Městě a v Żoliborzi. Její velitel Stanisław Jankowski, velitel čety „Agaton“, o něm řekl, že „pečoval o své Leicy a zásobu filmů a také o časopisy, které dostával v Kampinosu“. Povstalecký život dokumentoval i na fotografiích. Jeho fotografická laboratoř byla umístěna v pronajatém domě na ul. Chłodna 20. Zúčastnil se několika odvážných výprav za účelem navázání komunikace, vč. ve dnech 13. – 14. srpna prolomení německých pozic v oblasti gdaňského nádraží do Żoliborz a dodal oscilátor do radiostanice plk. Niedzielski "Żywiciel" a poté do Kampinos Group, kde pořídil mnoho fotografií.
Dne 27. srpna prošel stokou s hlášením staroměstského velitele gen. Tadeusze Bor-Komorowského, za což byl vyznamenán Řádem Virtuti Militari. Dvakrát také obdržel Kříž za chrabrost. Povstání zakončil v hodnosti poručíka. Po kapitulaci povstání v německém zajetí byl internován postupně na základě Lamsdorf a Gross-Born oflags, ze kterého unikl 27. ledna 1945. V únoru 1945 se vrátil do Varšavy.
V prvních letech „lidového“ Polska působil v protikomunistickém odbojovém hnutí v řadách Sdružení Svoboda a nezávislost (Wolność i Niezawisłość), vytvářel dokumenty, jako vedoucí Legalizačního oddělení „Agaton II“. Dne 1. listopadu 1945 byl zatčen bezpečnostními složkami, byl vyslýchán důstojníkem ministerstva veřejné bezpečnosti Józefem Różańskim, pozdějším ředitelem vyšetřovacího odboru. V roce 1946 byl odsouzen k 2,5 roku vězení za účast v Zemské armádě. Propuštěn z vězení na základě amnestie z roku 1947. Pracoval jako taxikář a v roce 1950 začal pracovat jako fotograf. Od roku 1952 byl zaměstnán v servisním oddělení Ústřední fotografické agentury. Byl spoluauthorem prvního alba o Varšavském povstání, „Miasto nieujarzmione“, které vyšlo v roce 1957. V roce 1972 odešel do důchodu.
Byl činný jako veterán, například inicioval stavbu Památníku Zemské armády a polského podzemního státu (odhalen v roce 1999), stejně jako Památník výsadkářů Zemské armády (Pomnik Cichociemnych Spadochroniarzy AK w Warszawie, 2013) - oba se nacházejí před Sejmem Republiky Polsko ve Varšavě - a zasloužil se o vytvoření klubu Klubu Kawalerów Orderu Wojennego Virtuti Militari (2001), jehož se stal prezidentem.
Je authorem mnoha historických a naučných výstav a alb. Objevil se v dokumentu s názvem Cichociemni z roku 1989.
Byl členem Svazu polských uměleckých fotografů. Do důchodu odešel povýšen do dalších vojenských hodností vč. v roce 1999 byl podplukovníkem ve výslužbě a 10. listopadu 2006 brigádním generálem. Čestný občan Tuszów Narodowy (2006) a Varšavy (2008). Stal se členem výboru podporujícího Bronisława Komorowského před prezidentskými volbami v roce 2010. V roce 2010 se ujal úřadu kancléře kapituly Virtuti Militari War Order.
Žil ve Varšavě, v Żoliborzi.
Byl pohřben v Aleji Zasłużonych na vojenském hřbitově Powązki (FIV-tuje-14).

## Dekorace
- Stříbrný kříž válečného řádu Virtuti Militari
- Velký kříž Řádu Polonia Restituta - 2014, posmrtně[14]
- Komandérský kříž s hvězdou Řádu Polonia Restituta - 2004[15]
- Komandérský kříž Řádu Polonia Restituta - 2000[16]
- Důstojnický kříž Řádu Polonia Restituta
- Zlatá medaile za „zásluhy o polskou fotografii“[17]
- Kříž za chrabrost - dvakrát: 15. a 23. srpna 1944
- Zlatý záslužný kříž s meči
- Kříž Zemské armády
- Kříž varšavského povstání
- Kříž Národní ozbrojené akce
- Odznak Spadochronowy Armii Krajowej
- Odznak 10. pluku Strzelców Konnych

## Kreativita, studium
- Stefan Bałuk. Wspomnienia Spadochroniarza. „Kalendarz Warszawski”. 1948. s. 185-196.
- Cztery pory roku (album fotograficzny; praca zbiorowa; Redakcja i wybór materiału fotograficznego Barbara i Stefan Bałukowie; Opracowanie graficzne Kazimierz Mann; Polonia 1955; także wersje obcojęzyczne)
- Miasto nieujarzmione (album fotografii; scenariusz i teksty Jerzy Piórkowski; zebranie materiału fotograficznego i redakcja ilustracyjna Stefan Bałuk; fotografie: Stefan Bałuk, Stanisław Barański, Jerzy Beeger, Seweryn Braun, Tadeusz Bukowski, Jerzy Chojnacki, Wiesław Chrzanowski, Lucjan Fajer, Lech Gąszewski, Eugeniusz Haneman, Jan Lipczewski, Stefan Plater, Stefan Rassalski, Jerzy Szymborski, Jerzy Świderski, Stanisław Wolski, Ludwik Zaturski; obwoluta, projekt oprawy i karty titleowe Jan Młodożeniec; Państwowe Wydawnictwo Iskry, Varšava 1957)
- Polski czyn zbrojny 1939–1945 (wespół z Marianem Michałowskim; vyd. POLONIA, Varšava 1989)
- Polacy na frontach II wojny światowej: 1939–1945 (album fotograficzny; Teksty, dobór i oprac. materiałów ilustracyjnych Stefan Starba Bałuk i Marian Michałowski; fotografie różnych authorów; Ars Print Production s.c., Varšava 1995, ISBN 83-902052-5-4 [polsky]; ISBN 83-902052-7-0 [anglicky])
- 200 lat ubezpieczania 1803-2003. Geneza, powołanie, czas (koncepcja albumu Zbigniew Gluza; red. prowadzący, wybór i oprac. tekstów Agnieszka Knyt; projekt graficzny, wybór zdjęć Danuta Błahut-Biegańska; author zdjęć i plakatów Stefan Bałuk i inni; Ośrodek „Karta” 2003, ISBN 83-88288-41-5)
- Życie dla Niepodległej: w hołdzie gen. Władysławowi Sikorskiemu. 125 rocznica urodzin (1881-2006) (Towarzystwo Społeczno-Kulturalne im. gen. Wł. E. Sikorskiego, Mielec-Tuszów Narodowy 2007, ISBN 83-88308-64-5)
- Byłem cichociemnym... (vzpomínky z let 1939–1947; vyd. AKSON, Varšava 2007, ISBN 978-83-7452-021-8)
- Commando. Cichociemni (książka o historii cichociemnych dla żołnierzy oddziałów specjalnych WP; vyd. AKSON, Varšava 2008, ISBN 978-83-7452-029-4)

## Galerie

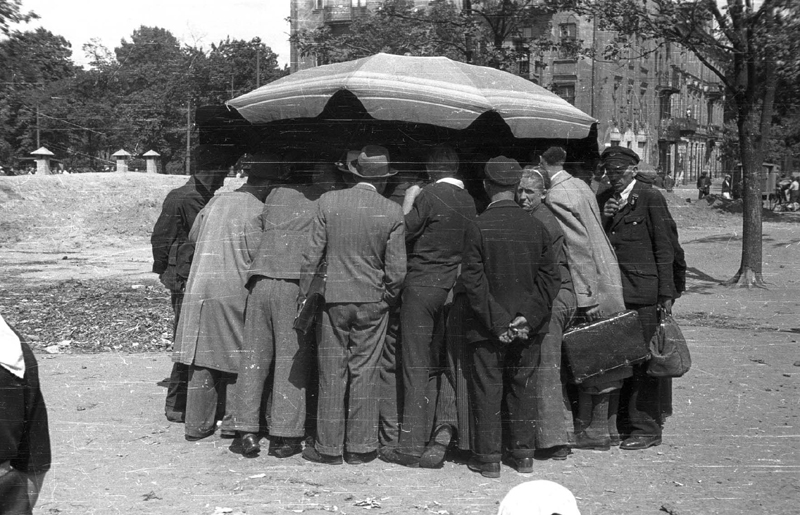
Měsíc před Varšavským povstáním: Skupina lidí hraje „tři karty“ verzi tzv. "Černá prohrává - červená vítězí" na náměstí Železné brány. V pozadí činžovní dům na náměstí Żelaznej Bramy 4, na rohu ul. Żabiej. Varšava, červenec 1944
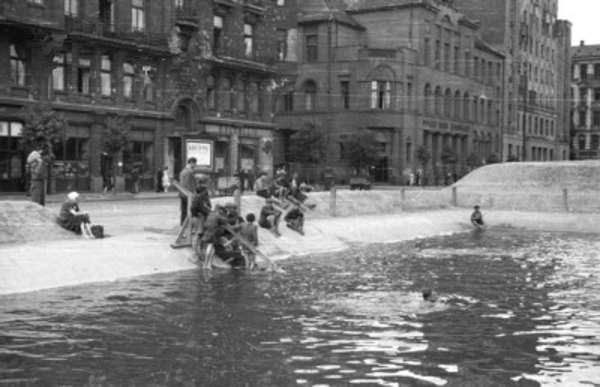
Varšava července 1944, měsíc před varšavským povstáním: Děti se koupou v hasičské vodní nádrži na Napoleonově náměstí. Za nimi Goldstanův městský dům na Napoleonově náměstí 5 / Moniuszki 1. Dále viditelná spodní patra budovy Prudentialu.
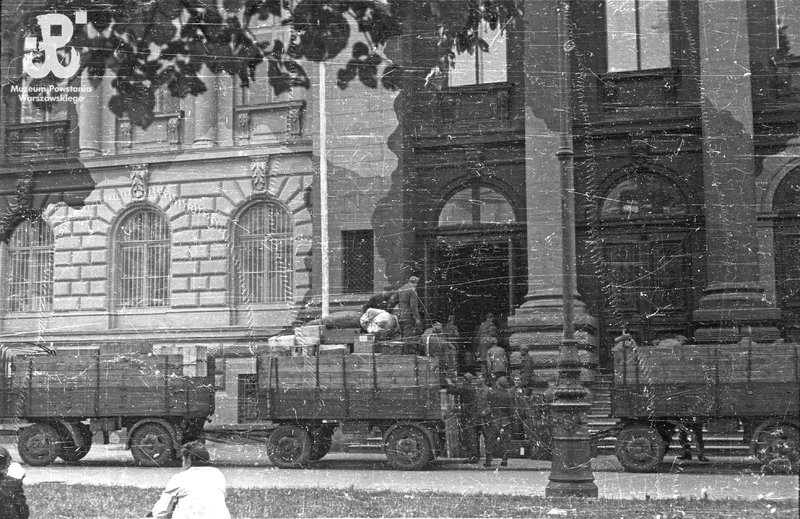
Němci nakládají na kamiony polská umělecká díla v budově Zachęta na náměstí Małachowskiego 3.
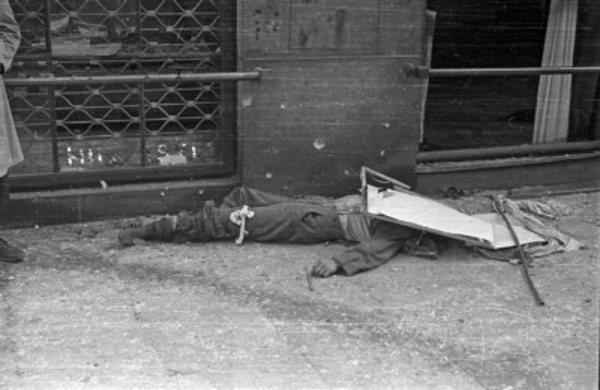
Německý voják na ulici Severní Śródmieście
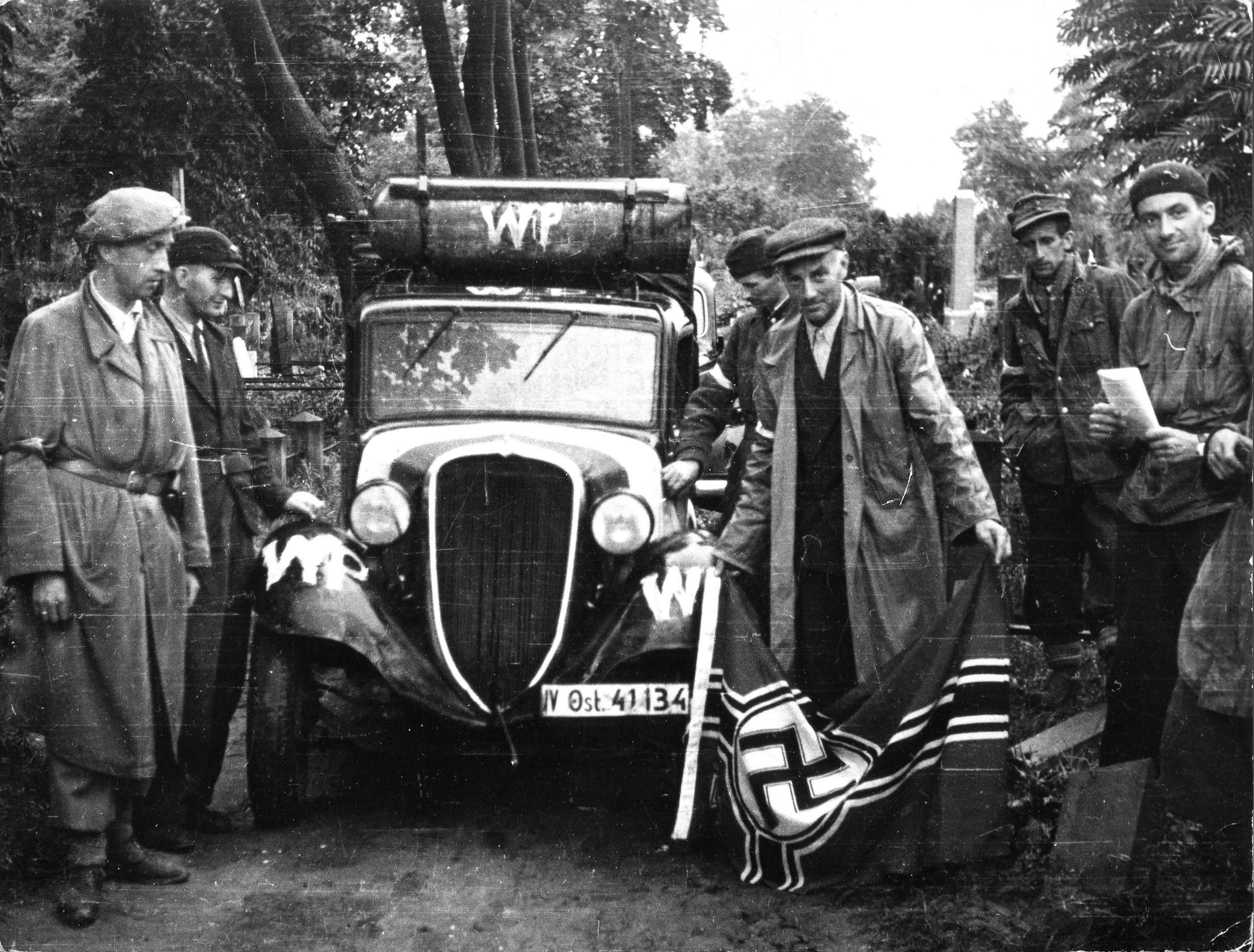
První den Varšavského povstání, major Alfons Kotowski "Okoń" v západní Varšavě, 1. srpna 1944
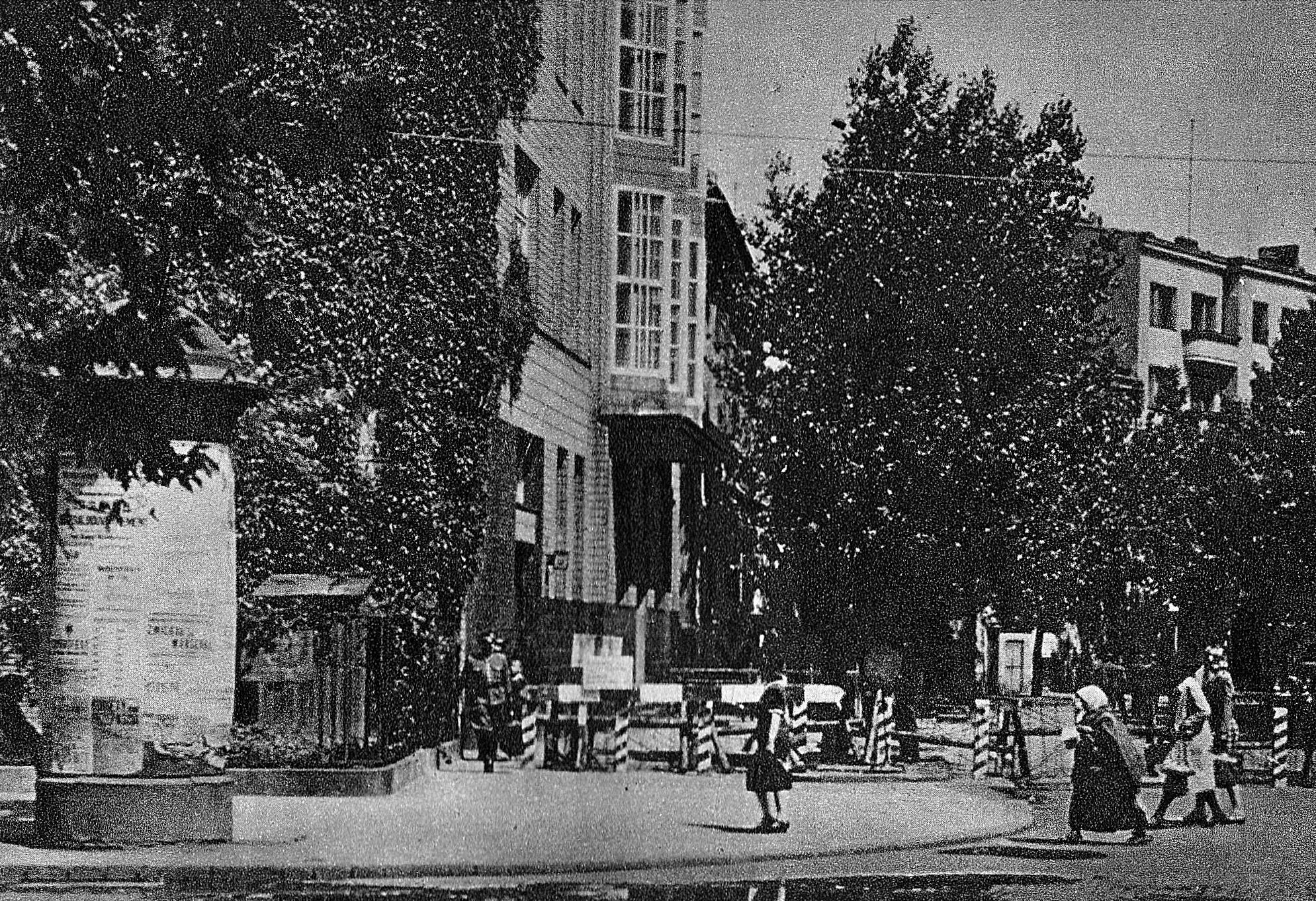
Marszałkowska róg Litewskiej w czasie okupacji
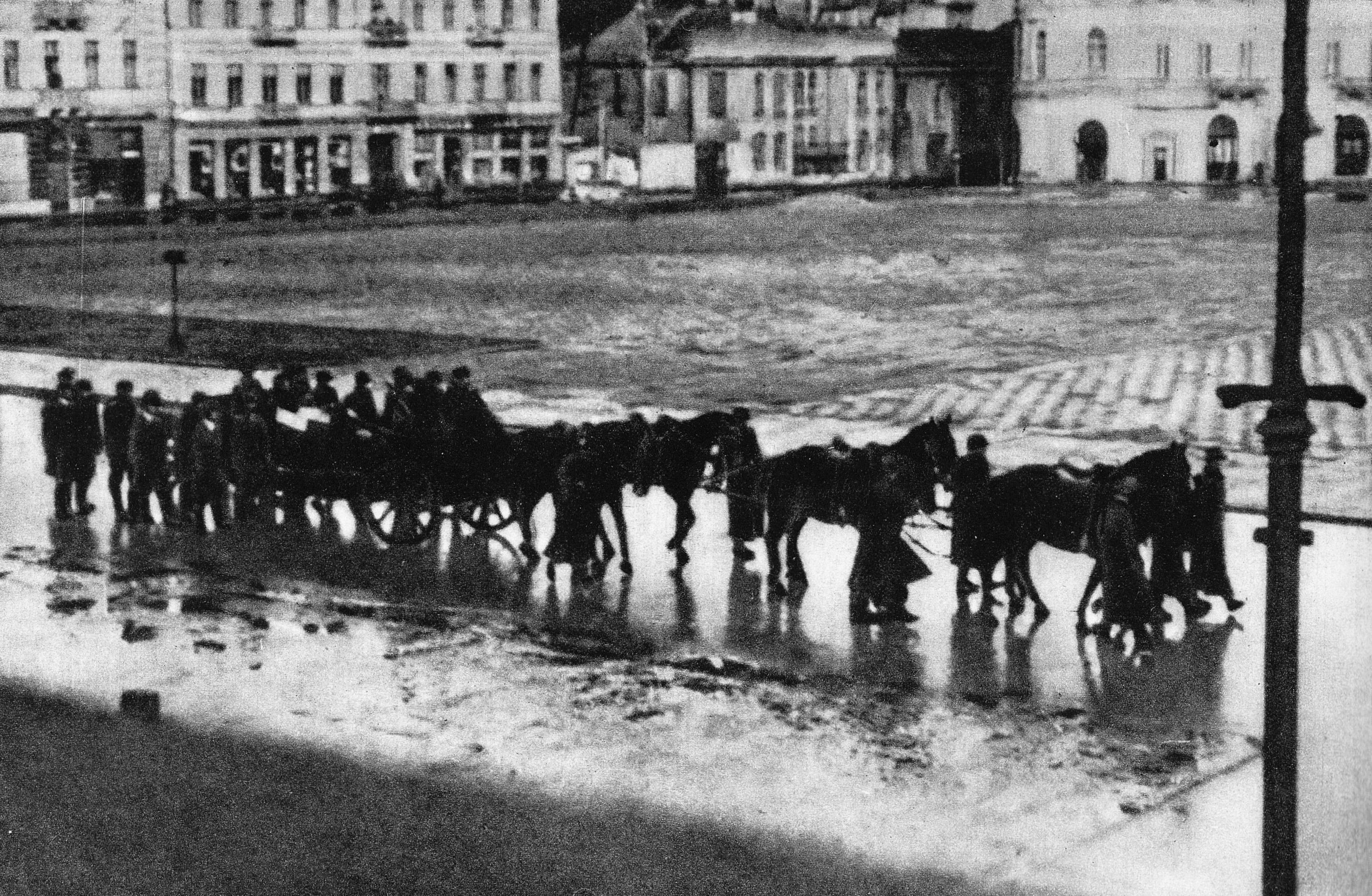
Smuteční pohřební průvod Franze Kutschery na Adolf-Hitler-Platz (Piłsudského náměstí) ve Varšavě. Fotografie pořízena z paláce Saski. Nacista Kutschera byl nám též jako Varšavský kat.
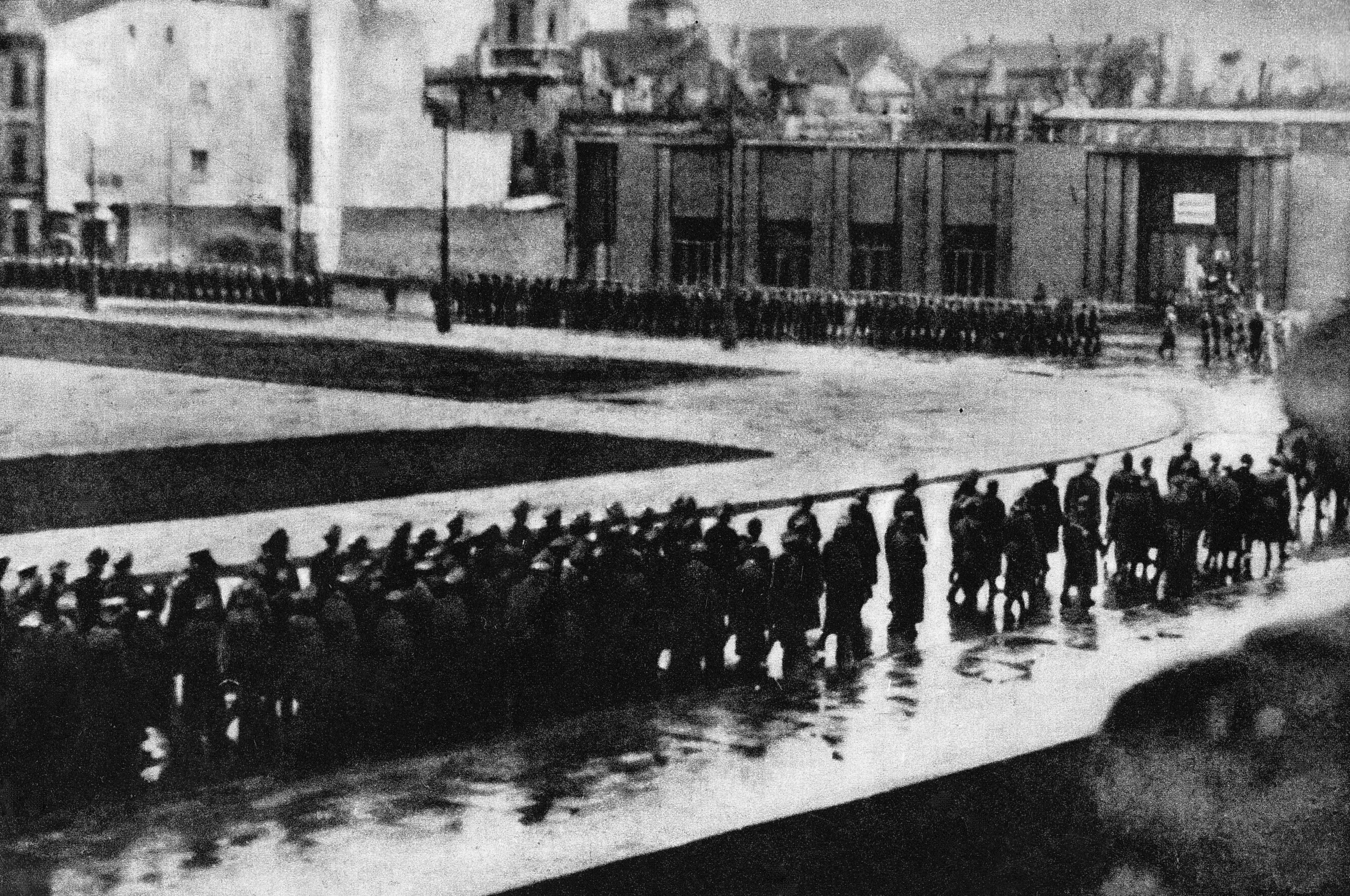
Smuteční pohřební průvod Franze Kutschery na Adolf-Hitler-Platz (Piłsudského náměstí), 4. února 1944
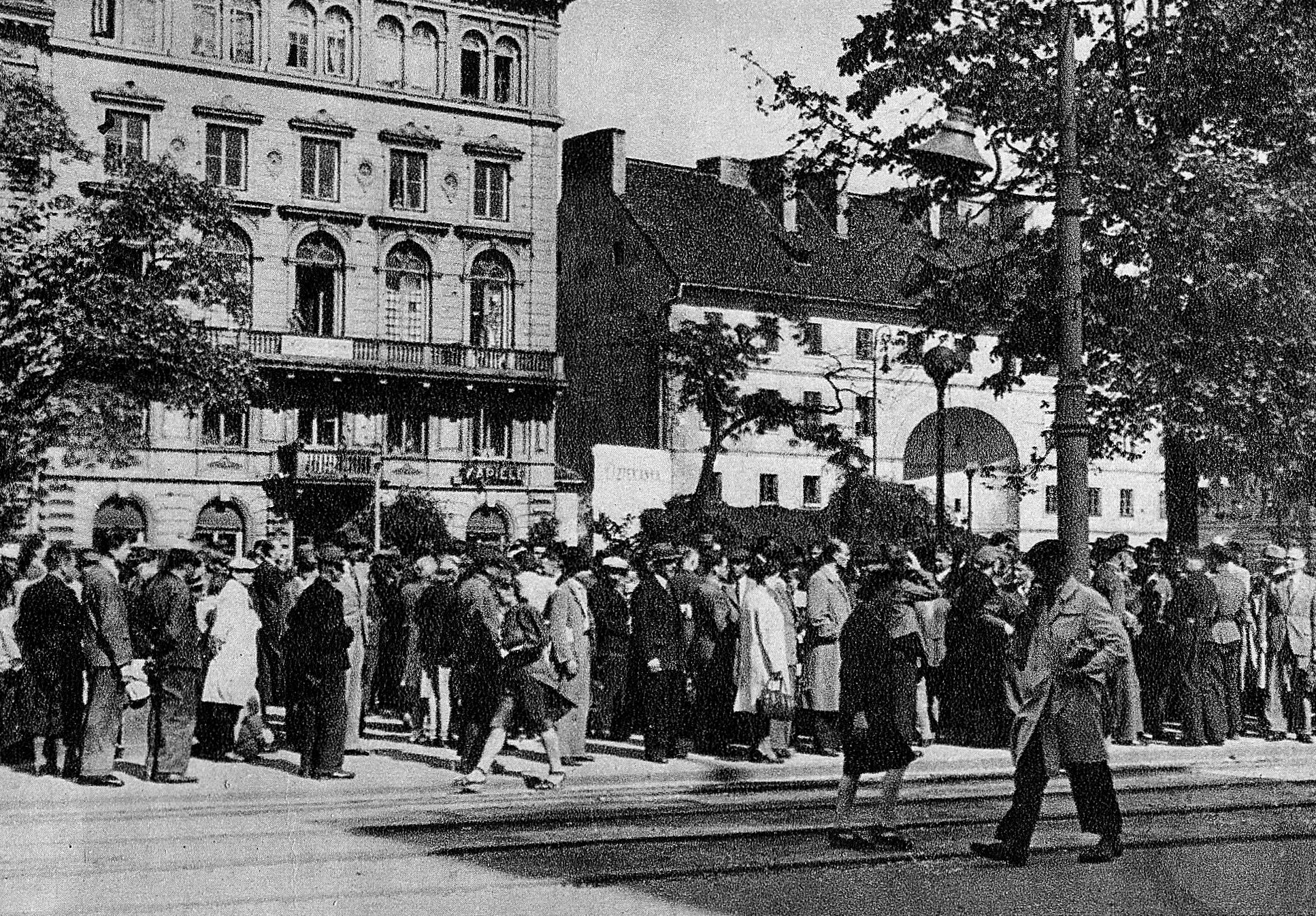
Szczekaczka Krakowskie Przedmieście podczas okupacji
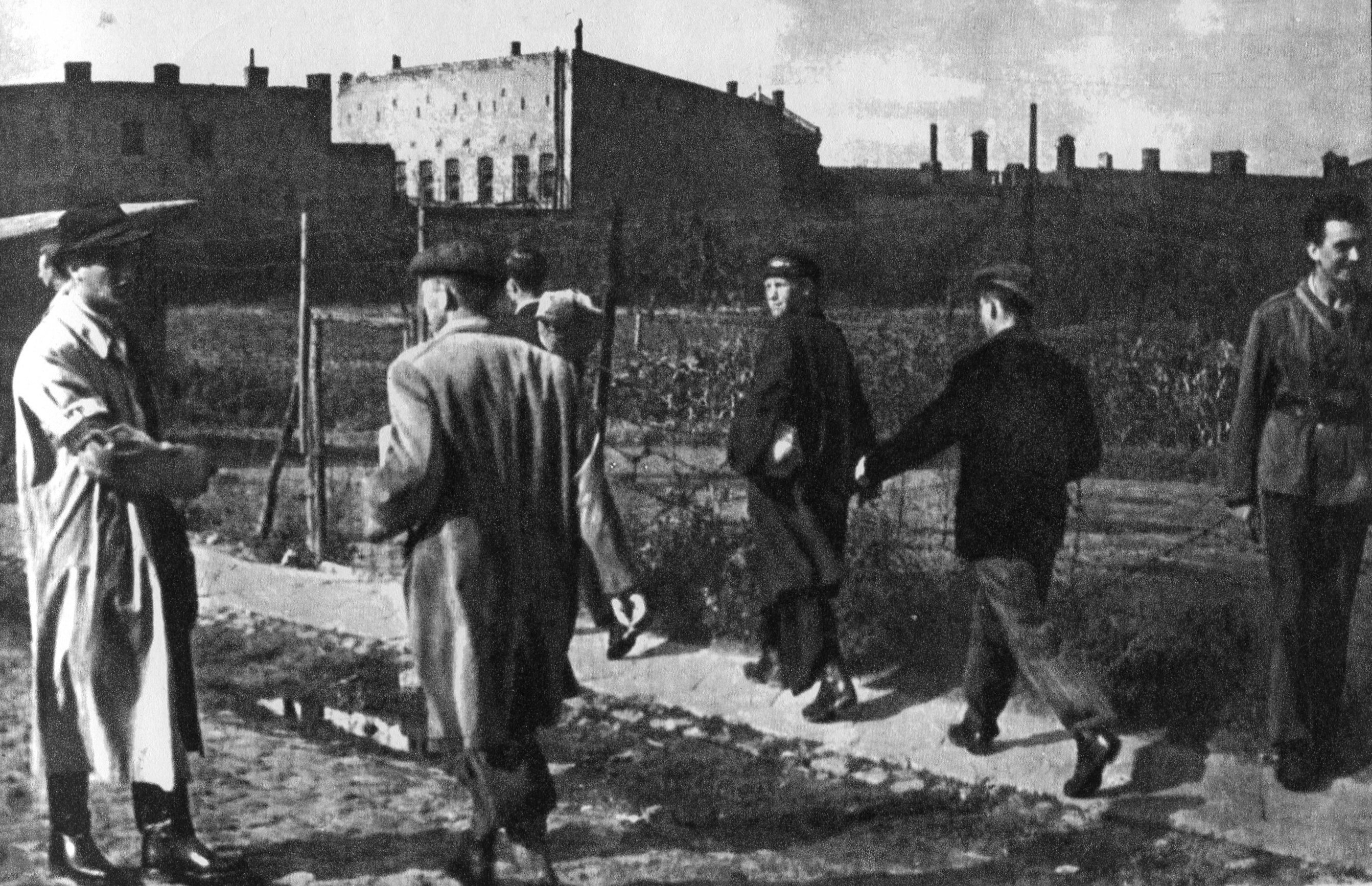
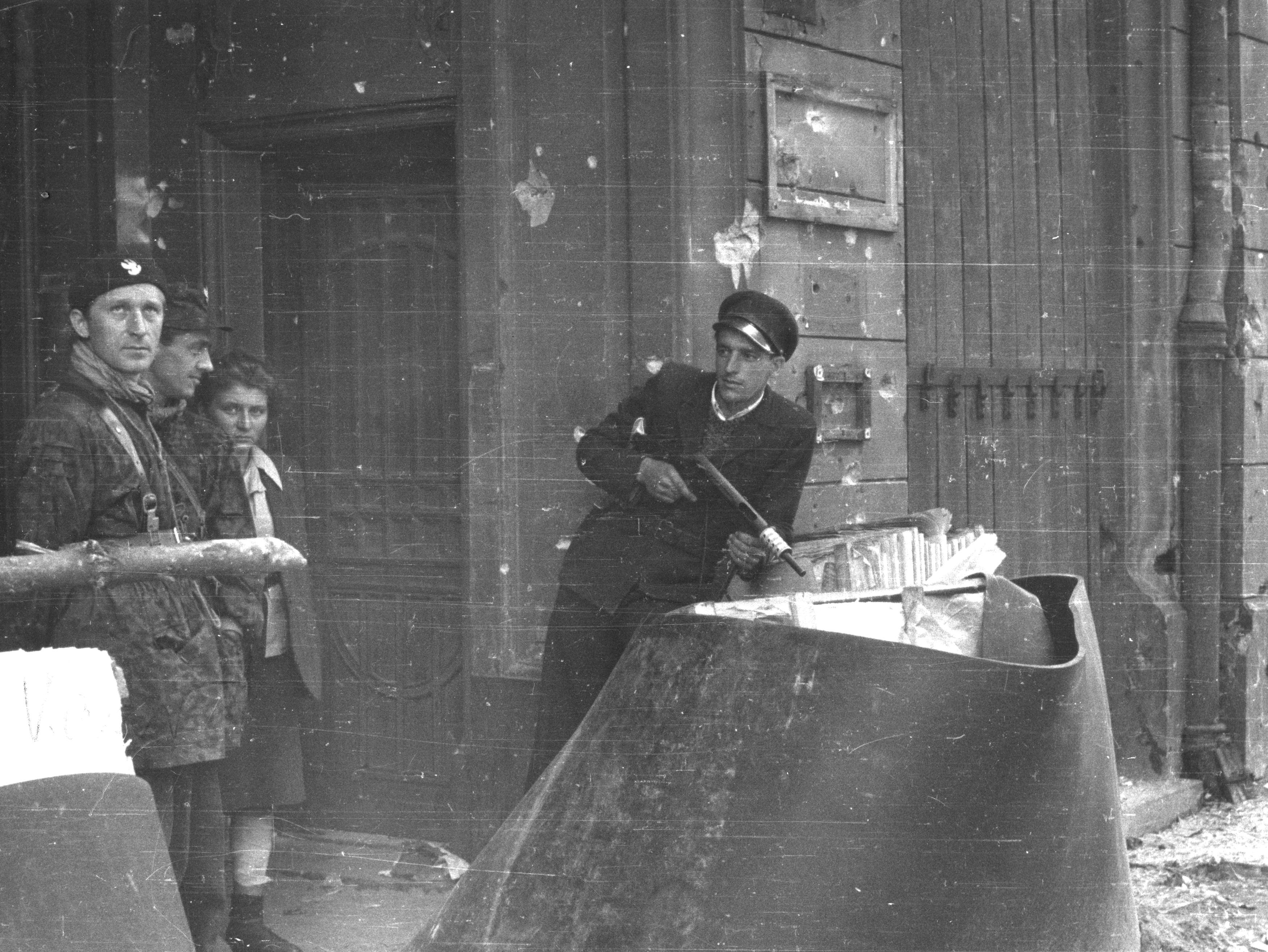
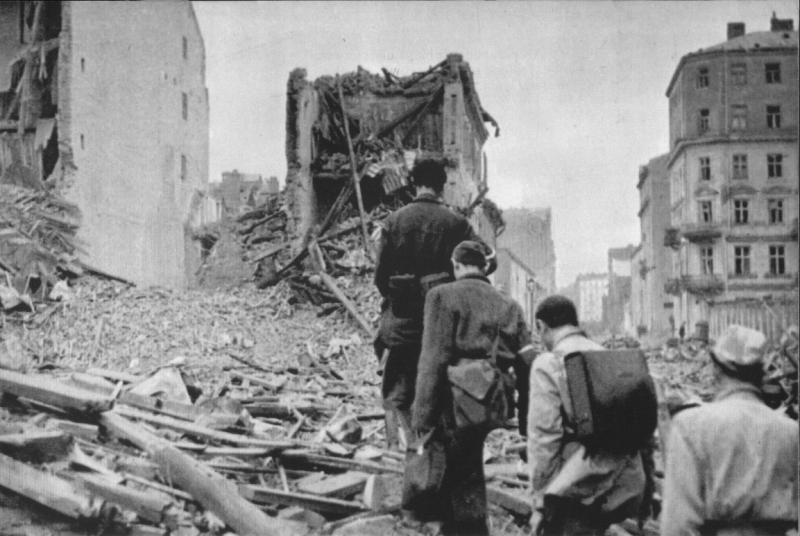